# Municipio de Mocksville
El municipio de Mocksville (en inglés: Mocksville Township) es un municipio ubicado en el  condado de Davie en el estado estadounidense de Carolina del Norte. En el año 2010 tenía una población de 9.837 habitantes.

## Geografía
El municipio de Mocksville se encuentra ubicado en las coordenadas 35°55′45.34″N 80°34′1.12″O / 35.9292611, -80.5669778.